# 納列夫卡河
52°55′53″N 23°39′06″E / 52.9314°N 23.6517°E

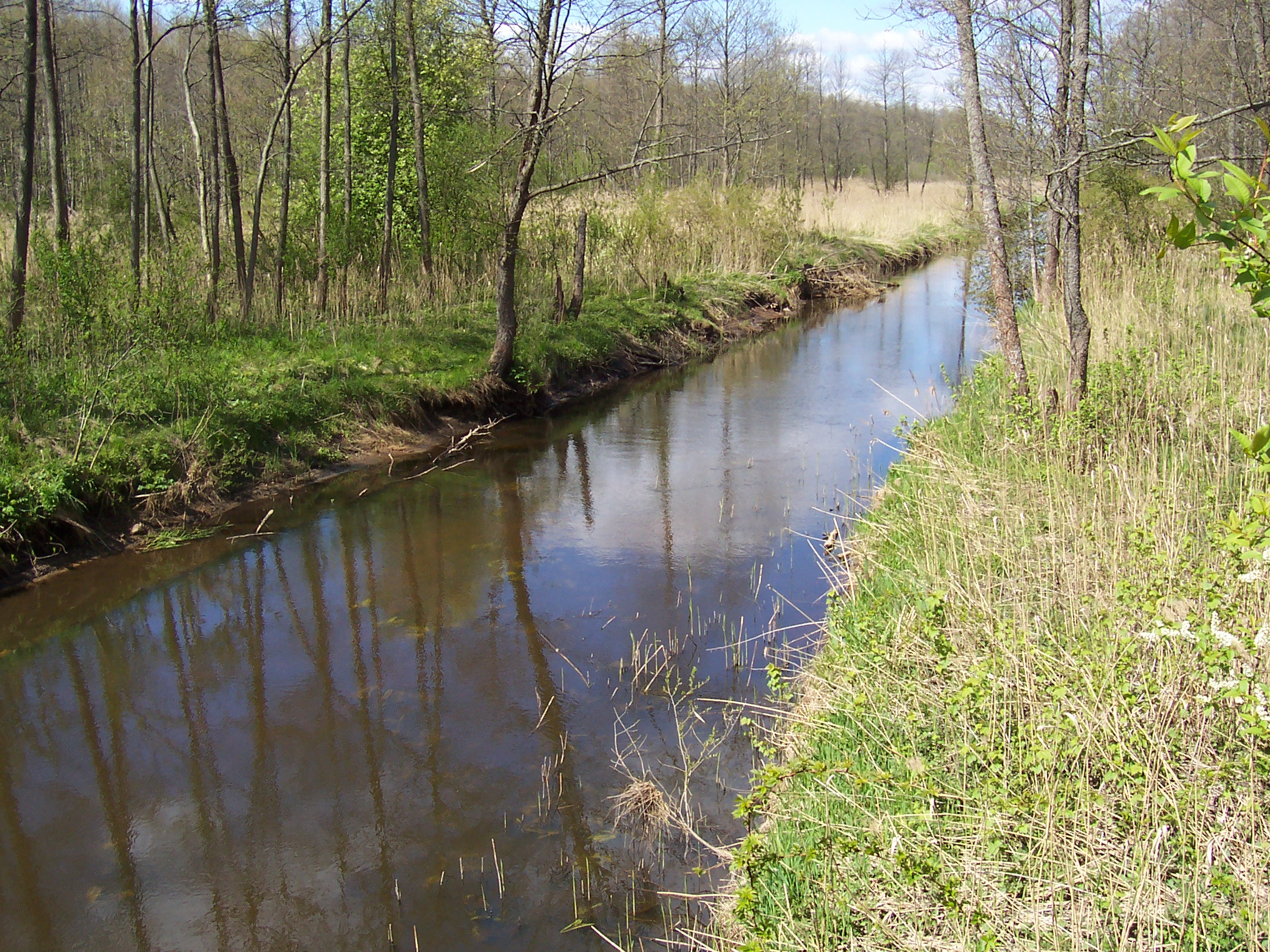

納列夫卡河是東歐的河流，流經白俄羅斯和波蘭，屬於納雷夫河的左支流，河道全長61公里，流域面積711平方公里，發源自比亞沃維耶扎原始森林東南部。